# Distrito de Imperial

Provincia de Cañete en el Departamento de Lima, Perú

El distrito de Imperial es uno de los dieciséis que conforman la provincia de Cañete, ubicada en el departamento de Lima, en la circunscripción del Gobierno Regional de Lima-Provincias en el Perú. 
Dentro de la división eclesiástica de la Iglesia Católica del Perú, pertenece a la Prelatura de Yauyos

## Historia
Durante la Presidencia de don Augusto B. Leguía, el 15 de noviembre de 1909 se dio la Ley N.º 1170, por lo cual se otorga al pueblo de Imperial la categoría de Distrito, en cuyo Artículo Único señala: “Crease el nuevo DISTRITO DE IMPERIAL", en la provincia de Cañete, departamento de Lima. 
El 30 de enero de 1910, siendo a las tres y media de la tarde, se constituyeron la mayor parte de las personas notables de la localidad en el local designado para inaugurar el nuevo distrito de Imperial y su primer Municipio. Enseguida el señor alcalde del concejo provincial procedió a instalar el nuevo concejo del distrito, tomando el juramento de ley de alcalde electo, don Pedro Vicente Arteaga, quedando así formando por el pueblo el distrito de Imperial.  
Desde su creación como distrito, Imperial ha tenido al frente de su destino ocupando el cargo de alcalde desde don PEDRO VICENTE ARTEAGA en enero de 1910 hasta el actual, don Carlos Yauricasa Tipiani

## Geografía
Ocupa una extensión de 53,16 km² y su población según el censo de 1993 era de 30 654 habitantes de los que más de 28 000 vivían en zona urbana. Su capital es el pueblo de Imperial.
En sus alrededores se encuentra la Fortaleza de Ungará, último vestigio de la Cultura Huarco, antiguo Cañete. También se hallan antiguas haciendas instaladas entre las extensas áreas de cultivo.
Esta localidad está caracterizada por la importante actividad comercial de sus habitantes.
Imperial tiene un clima muy variado, por la noche en invierno desciende hasta los 13 °C y en verano llega hasta los 29 °C y mínimo 19 °C. En el año 2011 llegó a 32,5 grados. Se le considera también por tener un clima muy cálido.

## División administrativa
El distrito está formado por una ciudad, dos caseríos, nueve unidades agropecuarias, tres cooperativas agrarias y tres anexos. Además de la capital hay que destacar las poblaciones de:
- Cantagallo
- El establo
- San Isidro
- Compradores
- Casa pintada
- San Benito
- Cerro Alegre
- Las Lomas
- Asunción ocho
- Ramos Larrea
- Josefina Ramos Viuda de Gonzales Prada

### Centros poblados
- Urbanos
  - Imperial, con 26 867 habitantes.
  - Cerro Alegre, con 2072 hab.
  - Cooperativa San Benito, con 1 751 hab.
- Rurales 
  - Cantagallo Nuevo, con 413 hab.
  - Cantagallo Viejo (San Juan Cantagallo), con 202 hab.
  - Casa Pintada, con 424 hab.
  - Compradores Bajo, con 153 hab.
  - Conde Bajo, con 177 hab.
  - Establo San Isidro, con 288 hab.
  - Invasión, con 187 hab.
  - San Isidro, con 212 hab.
  - Ramos Larrea.

## Autoridades

### Municipales
- 2022 - 2026 : Carlos Felipe Yauricasa Tipiani, por Podemos Perú
- 2019 - 2022[2]
  - Alcalde: Elias Alcala Rosas, por Fuerza Regional
  - Regidores:

  1. Percy Marcelino Manrique Aburto (Fuerza Regional)
  2. María Elizabeth Yauta Orihuela (Fuerza Regional)
  3. Heider Lozano Ramos (Fuerza Regional)
  4. Fanny Jacqueline Centeno Vílchez (Fuerza Regional)
  5. César Urbano de Marzo Vega (Fuerza Regional)
  6. Mariano Pampañaupa Andazabal (Alianza para el Progreso)
  7. Ivette Vanessa Chau Murga (Cañete Avanza)

Alcaldes anteriores
- 2015 - 2018:[3] Sorely Uliana Sánchez Vicente, Movimiento regional Justicia y Capacidad.
- 2011 - 2014:[4] Eddy César Del Mazo Tello, Movimiento Concertación para el Desarrollo Regional  (CDR).
- 2007 - 2010:[5] Richard Andrés Yactayo Durán, Partido Nacionalista Peruano.
- 2003 - 2006: Elías Alcalá Rosas, Movimiento independiente de Reconstrucción Cañetana (MIRCA).
- 1999 - 2002: Narciso Eduardo Sánchez Espinoza]], Movimiento independiente Juventudes en Acción.
- 1996 - 1998: Elías Alcalá Rosas, Lista independiente n.º 9 Alianza FIC MIRCA
- 1993 - 1995: Arturo Koo Chiok, Partido Acción Popular.
- 1990 - 1992: Arturo Godofredo Chau Quintana, FREDEMO.
- 1987 - 1989: Juan Constanino Orellana Villarán, Partido Aprista Peruano.
- 1984 - 1986: Ysidoro Juvenal Campos Zapata, Partido Aprista Peruano.
- 1981 - 1983: Arturo Chau Quintana, Partido Acción Popular.
- 1976 - 1977: Nemecio Cama Vicente, Partido.
- 1972 - 1973: Juan Francisco Marcelo Cardenas

### Policiales
- Comisaría de Imperial
  - Comisario: Cmdte. PNP CMDTE. Pedró José Porras Cuba.

## Educación

### Instituciones educativas
- IEP CNI.
- IEP "Nuestra Señora del Carmen".
- IEP n.º 20190.
- IEP n.º 20145.

- IEP n.º 20147.
- IEP ISAAC NEWTON.
- IEP n.º 20146.
- IEP n.º 20970.
- IEP Mi Pequeño Paraíso.
- IEAC Mixto San José.
- IEAC Nuestra Señora del Rosario.
- IEAC San Josè.
- IEAC Nuestra Señora de la Asunción.
- IEP n.º 21508 SAN ISIDRO LABRADOR.
- IEP Prolog.

-IEP n.º 20798  Y 635 GUARDIA CIVIL.

## Economía
Más de la mitad de la población se dedica al sector servicios, sobre todo al comercio y al transporte. 
Entre los productos agrícolas que se cultivan en la región destacan los árboles frutales y la vid para el vino y el pisco.

## Festividades

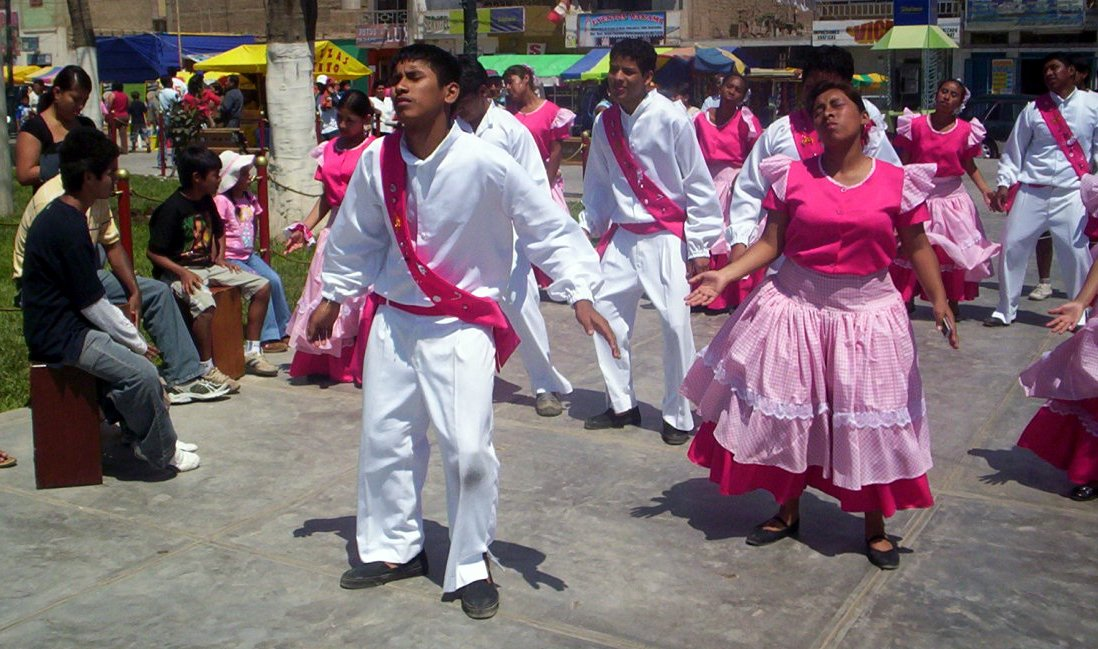
Festejo en la plaza de Armas

Dos son las fiestas más importantes del Distrito de Imperial, la de la Virgen del Carmen que se celebra el 16 de julio de cada año y el aniversario del distrito cuya fecha central es el 15 de noviembre; ; sin embargo, también se celebran otras festividades como el Señor de Cachuy en el mes de mayo, el Señor de los Milagros , San Martín de Porres, Festividad del Niño Jesús de Praga en enero.

## Deporte
Esta pequeña ciudad cuenta con un equipo de fútbol profesional llamado Club Deportivo Walter Ormeño fundado en 1950, el cual juega actualmente en la Copa Perú. Este equipo juega de local en el estadio Óscar Ramos Cabieses con capacidad para 5000 mil espectadores y entre sus principales logros destacan la participación en primera división en el año 1974 y el subcampeónato de la segunda división en 1990. Su clásico rival es el Independiente de Cañete, el otro equipo de la provincia de Cañete.